# Bror Fock
Bror Karl Fock (ur. 29 marca 1888 w Vänersborgu, zm. 4 września 1964 tamże) – szwedzki lekkoatleta (długodystansowiec), wicemistrz olimpijski z 1912.
Zdobył srebrny medal w biegu na 3000 metrów drużynowo na igrzyskach olimpijskich w 1912 w Sztokholmie. Konkurencja ta była rozgrywana według następujących reguł: w każdym z biegów brało udział po pięciu reprezentantów każdego z krajów. Pierwsi trzej zawodnicy z każdej reprezentacji byli zawodnikami punktowanymi, na zasadzie pierwsze miejsce = jeden punkt. Drużyna z najmniejszą ilością punktów wygrywała. Drużyna szwedzka weszła do finału po zwycięstwie nad Niemcami w biegu eliminacyjnym. W finale zajęła 2. miejsce, a Fock indywidualnie był siódmy. Jego kolegami z drużyny byli: Thorild Olsson, Ernst Wide, John Zander i Nils Frykberg. Fock startował na tych igrzyskach również w biegu na 10 000 metrów, ale nie ukończył biegu eliminacyjnego. Zajął 17. miejsce w biegu przełajowym. Szwecja zwyciężyła w klasyfikacji drużynowej tej konkurencji, ale do wyniku uwzględniano miejsca trzech najlepszych zawodników każdej reprezentacji i miejsce Focka nie było brane pod uwagę.
Fock był mistrzem Szwecji w biegu na 10 000 metrów w latach 1909, 1910 i 1912. Ustanowił rekordy Szwecji w biegach na 3000 metrów i na 20 000 metrów.